# Richard Fletcher-Vane, 2nd Baron Inglewood
Richard Fletcher-Vane, 2nd Baron Inglewood (n. 31 iulie 1951) este un om politic britanic, membru al Parlamentului European în perioadele 1994-1999 și 1999-2004 din partea Regatului Unit.
1. ↑  William Richard Fletcher-Vane, 2nd Baron Inglewood, The Peerage, accesat în 9 octombrie 2017
2. 1 2 3 4  The Peerage
3. ↑  pace.coe.int
4. 1 2  Deputații în Parlamentul European